# Ereky Károly
Ereky Károly (Wittmann Károly, Esztergom, 1878. október 20. – Vác, 1952. június 17.) magyar politikus, miniszter a Friedrich-kormányban, gazdasági szakember.

## Élete
Tanulmányait a budapesti műegyetemen végezte, 1905-től az egyetem adjunktusa. Részt vett a Friedrich István féle ellenforradalmi csoport szervezkedésében. A Friedrich-kormányban 1919 augusztus 29-től november 24-ig A Friedrich-kormány közélelmezési minisztere. Később a nemzetgyűlésbe a KNEP programjával jutott be, azonban hamar átült az Andrássy-Friedrich-féle Keresztény Nemzeti Párt soraiba, melynek színeiben 1922-ben a nemzetgyűlési választásokon elbukott és visszavonult a politikai élettől. Elnöke volt a Magyar Gyorsírók és Gyorsírás Barátai Budai Egyesületének. Habár hivatalosan visszavonult a politikai élettől, később mégis gyakran hangot adott antibolsevista meggyőződésének. 1944-ben jelentős összeggel, 30.000 pengővel támogatta a nyilaskeresztes mozgalom Magyarság című lapját, ezért a háború után a Népbíróság elsőfokon 12, másodfokon 8 évi börtönbüntetésre ítélte. Többé nem került szabadlábra, a váci börtönben halt meg.
A biotechnológia (német: Biotechnologie) kifejezést először ő használta 1918-ban, valamint az első publikáció is az ő nevéhez fűződik. Ennek megfelelően világszerte Ereky Károlyt tekintik a biotechnológia atyjának.
Az eredeti munkát, amelynek címe Biotechnologie… , 1918 augusztusában fejezte be, az akkori tudományos világ nyelvén németül, és 1919 elején jelentette meg. A könyvből az akkori katasztrofális állapotok következtében alig néhány darab kerülhetett az országba, csak két-három közkönyvtárban volt fellelhető – teljesen ismeretlen műnek számított. Az egyik példány még az 1990-es évtizedben is felvágatlanul került elő.
Az Ereky alapítvány engedélyével Ereky gondolataiból részletek jelentek meg posztumusz módon "Biotechnológia a közellátás szolgálatában" címmel a magyar vetőmagiparral foglalkozó, MAG, kutatás, fejlesztés és környezet c. időszaki kiadvány 2005. áprilisi száma 34-37. oldalán. 

## Ereky Károly számításai

Biological and technological scales compared.

Az élelmiszerek eredeti nyersanyagait a levegőben lévő szén-dioxid és a talajban lévő szervetlen tápanyagok (tápsók) vizes oldatai képezik. Ezeket a nyersanyagokat alakítja át a klorofill-tartalmú növényi sejt a napenergia segítségével tápanyagokká, amelyek részben közvetlenül növényi, másrészt megváltoztatva majd állati termék formájában az embernek szolgálnak táplálékul.
Az emberiség számára rendelkezésre álló élelmiszer mennyisége tehát mindig attól függ majd, hogy mekkora növénytömeget képesek a klorofill-tartalmú sejtek  termelni. A tapasztalat azt mutatja, hogy a zöld klorofill-sejtek termelése a napsugárzás intenzitásától, a levegő szén-dioxid tartalmától, az éves csapadékmennyiségtől és a talaj tápanyag-készletétől függ. Ha tehát a növénytermelés határait akarjuk meghatározni, akkor szükség van arra, hogy e tényezők szerepét pontosan kimutassuk.
A Nap fényenergiájára vonatkozóan a következő adatok állnak rendelkezésünkre: a Nap óránként és négyzetkilométerenként 1800 kalóriát bocsát a földre. Ha feltesszük, hogy a Nap az év 8760 órájából csak 2200 órán át (tehát napi 6 óráig) süt, akkor a kisugárzó hő évenként és négyzetméterenként 3 960 000 kalóriát tesz ki, mely 500 kg jó minőségű porosz szén égéshőjének felel meg (1 kg szén = 8000 kalória). Mivel egy hektár 10 000 négyzetmétert tesz ki, így a Nap egy hektár talajra évente annyi hőt ad le, ami 10 000 × 500 = 5 000 000 kg szénnek felel meg.
Ezek után ki lehet számítani, hogy ezzel az energiával egy hektáron mekkora növénymennyiség termelhető. Reális becslések szerint a Föld átlagos termése – emberi beavatkozás nélkül – hektáronként és évente 2000 kg növényi szárazanyag (Liebig szerint 2500 kg az átlagos növényi szárazanyag produkció), amelynek égéshője kereken 8 millió kalóriát tesz ki. Már most 8 millió kalória hőenergia megtermeléséhez csak 1000 kg porosz szénre van szükség, míg a Nap egy hektár talajterületre annyi hőenergiát sugároz, ami 5 millió kg szénnek felel meg. Ebből világlik ki, hogy a növény 5000 kalóriányi napenergiából csak egy kalórát vesz igénybe és a többi 4999 kalóriát egyszerűen veszni hagyja.
Mivel a Föld éves növényi szárazanyag-termelése – Hickmann (1915) szerint 151,48 millió négyzetkilométer (vagyis 15,15 milliárd hektár) – összesen 30 milliárd tonnára rúg és hogy e hatalmas mennyiség fele szénből áll, amelynek előállításához sztöchiometrikus számítások szerint akkora szén-dioxid mennyiség szükséges, amely a széntömeg súlyának négyszeresét teszi ki, a Földnek a teljes szén-dioxid tartalma 6×1013 kg szén-dioxidra van szükség. Ezzel szemben az atmoszféra teljes szén-dioxid tartalma 3000×1013. A növényi vegetáció ezek szerint elvileg 500 év alatt az atmoszféra teljes szén-dioxid készletét elhasználná, ha az állatvilág nem termelne lélegzése által mindig újabb mennyiségeket.
A Föld növényvilága – mint ahogy fentebb jeleztük – az élő természet részére minden 5000 kalória napfényből csak egy kalóriát vesz igénybe, a szén-dioxid viszont a vegetációs számára olyan korlátlan mennyiségben áll rendelkezésre, hogy az kimeríthetetlennek tekinthető. A Nap fényenergiája és az atmoszféra szén-dioxid készlete miatt tehát a Föld növénytermelését a végtelenbe lehetne növelni. Nem vonatkozik azonban ugyanez a csapadékra és a talaj tápsóira.
Pontos mérésekből kitűnik, hogy a növényi sejt laboratóriumában a szárazanyag minden kg-jának előállításához 600 kg vízre van szükség. (Wolfer szerint (1914) vannak növények, amelyek 300–500 kg vízzel is képesek 1 kg szárazanyag termelésre).
Ha tehát egy hektár talaj 3000 kg növényi szárazanyagot termel, ehhez 3000 × 600 = 1 800 000 kg vízre van szükség. Ez a vízmennyiség egy hektárra egyenletesen elosztva 180 mm magasságú vízoszlopnak felel meg. Mivel a kontinens csapadékmennyisége 500 és 1000 mm között változik, a növényi szárazanyag maximális termelése hektáronként 3000 kg × 5,5 mm = 16 000 kg. Ha többet szeretnénk termelni, akkor öntözni kell, ami a kertművelést illetően jó eredménnyel jár.
A növényi tápsókra vonatkozóan ismert tény, hogy hiány csak kálium-, foszfor-, nitrogén-, és kalcium-sókban szokott mutatkozni. Mivel azonban ezek az elemek, amelyekből az említett tápsók állnak, a természetben kimeríthetetlen mennyiségben fordulnak elő így csak technikai és anyagi kérdés, hogy ezekből mekkora mennyiségeket állítsunk elő…
Mivel most már a növénytermesztés határai ismertek, vizsgáljuk meg azt, hogy mekkora populációt képes a Föld növénytermésének a mennyisége fenntartani. E számítás kiindulópontját az a fiziológiai fix szám képezheti, amely szerint a magasabban fejlett állatnak és az embernek 1 kg élősúly fenntartásához óránként 1 kalória égéshőnek megfelelő növényi élelmiszer mennyiségre van szüksége. Továbbá annak feltételezése, hogy élősúly kg-onként azonos mennyiségű növényi tápanyag fedezi a növekedéshez és a munkához szükséges energiát. Ezen az alapon egy ember élősúly kg-onként és naponta 48-50 kalória értékű növényi élelem mennyiség szükséges.
Ugyancsak számításba veendő az ember nitrogén-, kálium-, kalcium-, foszfor- és egyéb vegyületekre vonatkozó szükséglete is. Amint azonban látni fogjuk, ez a megközelítően pontos feltevés is jó szolgálatot tehet, mert ennek segítségével olyan dolgokról alkothatunk magunknak képet, amelyeket egyébként sem bemérni, sem pedig elképzelni nem tudnánk.
Ha a Földön élő emberiség (gyermekekkel együttesen számolt) átlagsúlyát 35 kg-ban állapítjuk meg, úgy egy átlagember naponta 30 × 50 = 1750 kalóriát, évente pedig (1 750 × 356) összesen 637 750 kalóriát igényel.
Ezzel szemben a Föld – mint ahogy fentebb láttuk – minden hektáron átlagosan 8 millió kalóriát termel. Feltételezve, hogy a produkált növénymennyiség felét a gyökérzet és a fás részek teszik ki, továbbá, hogy a maradékból csak 50% emészthető meg, emberi emésztésre tehát a 8 millióból csak 2 millió marad. Eszerint egy hektár terület 3 embert lenne képes táplálni.
Ebben a kedvezőtlen esetben 600 millió hektár terület kellene az összemberiség növényi élelmiszer ellátásához. Mivel a szárazföld területének ez csak 4%-át teszi ki, világos, hogy a növényekből bőven marad takarmány az állatok részére. Ha még azt a körülményt is számításba vesszük, hogy a Föld  terméshozamába való emberi beavatkozással nemcsak 2 millió értékelhető kalóriát termelünk, hanem akár 20-30 milliót, akkor a Föld mai (1916) lakossági létszámát százszorosan meghaladó népesség kielégítő táplálkozásának sincs akadálya.

## Művei
- Mezőgazdasági nagy üzemek. P. uradalom üzemének ismertetése; Athenaeum Nyomda, Bp., 1909
- Parcellázás, mezőgazdasági nagyüzemek és élelmiszertermelés; szerzői, Bp., 1916
- Retove értéktőzsdei útmutatója; Részv. és értékpapírtul. Orsz. Védegyl. alapító Biz., Bp., 1923
- A zöldtakarmánymalom és a nagy istállóüzemek; Athenaeum, Bp., 1925
- Ereky's patent green pulper and green mill; Athenaeum, Bp., 1926
- A magyar mezőgazdaság rekonstrukciója; Egyetemi Nyomda, Bp., 1928
- Az emberi együttélés feltételei; Franklin Társulat, Bp., 1933
- A cellulóza diadalútja; Székely Nyomda, Bp., 1938
- A nagyüzemű selyemtenyésztés; előszó Misángyi Vilmos; Székely Nyomda, Bp., 1938
- Milliárdos közmunkák financírozása arany nélkül; Stádium Nyomda, Bp., 1939
- Vom Gold bis zum Buchgeld von den Pharaonen bis zu Hitler; Élet Nyomda, Bp., 1941
- Strukturális bankpolitika; Kis Akadémia, Bp., 1942 (A Kis Akadémia könyvtára)
- Az élő fényakkumulátorok teljesítőképessége; s.n., Bp., 1943
- A vízi élettér és a mezőgazdasági forradalom; s.n., Bp., 1943